# Luca Pesando
Luca Pesando (ur. 20 kwietnia 1966 w Bardonecchii) – włoski narciarz alpejski, dwukrotny medalista mistrzostw świata juniorów.

## Kariera
Po raz pierwszy na arenie międzynarodowej Luca Pesando pojawił się w 1984 roku, startując na mistrzostwach świata juniorów w Sugarloaf. Włoch wywalczył tam między innymi srebrny medal w kombinacji, rozdzielając na podium Austriaka Johanna Hofera i Finna Christiana Jagge z Norwegii. Parę dni wcześniej zdobył także brązowy medal w slalomie gigancie, w którym wyprzedzili go tylko dwaj Austriacy: Rudolf Nierlich oraz Helmut Mayer. W zawodach Pucharu Świata zadebiutował w drugiej połowie lat 80'. Pierwsze pucharowe punkty wywalczył 24 marca 1988 roku w Saalbach-Hinterglemm, zajmując ósme miejsce w supergigancie. Była to jego najlepsza lokata w zawodach tego cyklu. Najlepsze wyniki osiągnął w sezonie 1990/1991, kiedy w klasyfikacji generalnej zajął 70. miejsce. Nie startował na igrzyskach olimpijskich ani mistrzostwach świata.

## Osiągnięcia

### Mistrzostwa świata juniorów
| Miejsce | Dzień     | Rok  | Miejscowość | Konkurencja | Czas biegu  | Strata  | Zwycięzca       |
| ------- | --------- | ---- | ----------- | ----------- | ----------- | ------- | --------------- |
| 3.      | 21 lutego | 1984 | Sugarloaf   | Gigant      | 2:53,64 min | +3,51 s | Rudolf Nierlich |
| 2.      | 20 lutego | 1984 | Sugarloaf   | Kombinacja  | ?           | ?       | Johann Hofer    |

### Puchar Świata

#### Miejsca w klasyfikacji generalnej
- sezon 1987/1988: 86.
- sezon 1989/1990: 80.
- sezon 1990/1991: 70.
- sezon 1991/1992: 87.
- sezon 1992/1993: 134.
- sezon 1993/1994: 86.
- sezon 1994/1995: 98.

#### Miejsca na podium
Pesando nie stawał na podium zawodów PŚ.